# Bernard Pontneau
Bernard Pontneau, né le 12 mai 1957 à Soustons, est un dirigeant français de rugby à XV. Il est président de la Section paloise depuis 2006.

## Biographie
Originaire de Soustons, Bernard Pontneau a porté les couleurs de l'AS Soustons avant d'en devenir le président d'honneur. Son père était pilier, avant d’en devenir le trésorier.
Bernard Pontneau, fils unique d'une enseignante et d'un entrepreneur, a fait ses études secondaires en internat au lycée Immaculée-Conception de Pau. Après avoir suivi des études de physique à l'université de Pau, il s'est orienté vers les secteurs du pétrole et de la finance. Il a ensuite obtenu un MBA en alternance chez Dresser Industries. Sa carrière s'est poursuivie chez Halliburton, et avec l'aide d'associés, il a racheté Varel malgré des moyens financiers limités.
Ainsi, de décembre 1999 à novembre 2018, il est président de Varel Europe, entreprise basée à Pau (zone Europa, face au CSTJF) et Ibos (Hautes-Pyrénées) qui exporte des têtes de forage . En 2012, l'entreprise spécialisée dans l'élaboration et la conception de têtes de forages à base de diamants cristallins a réalisé sa meilleure année, avec un chiffre d'affaires de 83 millions d'euros, en hausse de 26%. En 2014, il vend la société, lors de la cession du groupe Varel au groupe suédois Sandvik.
En novembre 2018, il transmet le flambeau de président directeur général de Varel Europe à Gilles Puyoulet.

### Section paloise
Beranrd Pontneau entre à la Section paloise sous le mandat de Pierre Labourdette. Il est élu président de la Section paloise par le conseil d'administration en octobre 2006 à la suite de la démission de son prédécesseur Joachim Alvarez. Sous sa présidence, la Section paloise atteint à deux reprises la finale de Pro D2 en 2011 et 2013 mais ne parvient pas à s'imposer pour accéder en Top 14 puis devient champion de France de Pro D2 en 2015. En 2020, il conserve son poste de président mais prend du recul en nommant Pierre Lahore directeur général et en lui déléguant la présidence opérationnelle du club.
Depuis le 24 septembre 2018, il est membre du bureau de l'Union des clubs professionnels de rugby, syndicat regroupant les clubs professionnels de Top 14 et de Pro D2.
Depuis le 23 mars 2021, il est membre du comité directeur de la Ligue nationale de rugby en qualité de représentant des clubs de Top 14. Il fête ses 15 ans de présidence cette année-là. Il est réélu au sein du comité directeur de la LNR le 13 mars 2025 et intègre le bureau de l'institution, chargé des relations entre la ligue et les clubs.

#### Cinquième mandat
En novembre 2023, Marc Tournier, l'un des principaux actionnaires, a critiqué la gouvernance financière de Bernard Pontneau, dans une lettre adressée au conseil d'administration. Cette critique intervient alors que Pontneau se présente pour une nouvelle extension de mandat.
En réponse, Pontneau a tenté de clarifier sa vision pour le club. Un communiqué signé par Tournier, Yannik Le Garrérès et Philippe Diu exprime des inquiétudes quant aux finances du club, citant des pertes d'exploitation importantes et des fonds propres insuffisants pour couvrir de nouveaux déficits. Pontneau défend sa gestion financière, affirmant que les risques pris étaient nécessaires pour faire avancer le club dans un contexte économique difficile, notamment en raison de la pandémie de Covid-19. Enfin, Pontneau a évoqué le projet de construction d'un centre de formation sur le site Pissard-Santarelli, le présentant comme une nécessité calibrée et ambitieuse afin de pérenniser le club au plus haut niveau.
Bernard Pontneau est néanmoins réélu président pour un cinquième mandat, et trois nouveaux administrateurs ont également été élus : Bruno Alvarez, Pierre Brossollet et Philippe Boy. Cette réélection intervient dans un contexte marqué par des tensions internes, avec certains actionnaires exprimant des préoccupations concernant la gestion financière et le mandat présidentiel de Pontneau. Cepandant, Pontneau a été réélu sans opposition, appelant à l'unité au sein du club.